# 黃慶雲 (企業家)
黃慶雲（？—1938年2月23日），臺灣澎湖縣西嶼鄉小池角人，日治時期企業家。

## 生平
黃慶雲是澎湖移民在高雄從事中藥貿易的重要代表人士，在鹽埕區創辦慶雲藥行(現為市定古蹟)，與林迦等人共同接手有限責任中洲漁業者購買生產組合擔任理事，並改組為興業信用組合，在1927-1938年間擔任組合長，也曾與林迦、胡知頭、蔡生、蔡真等人資助創設佛教慈愛院，凡貧民就醫一律免費。黃慶雲與駱榮金、胡知頭、林迦、蔡媽基並稱塩埕五虎。黃慶雲因狹心症去世後葬於覆鼎金公墓。
三子黃朝聰曾在1946年到1951年（民國35年到40年）擔任高雄參議會議員。

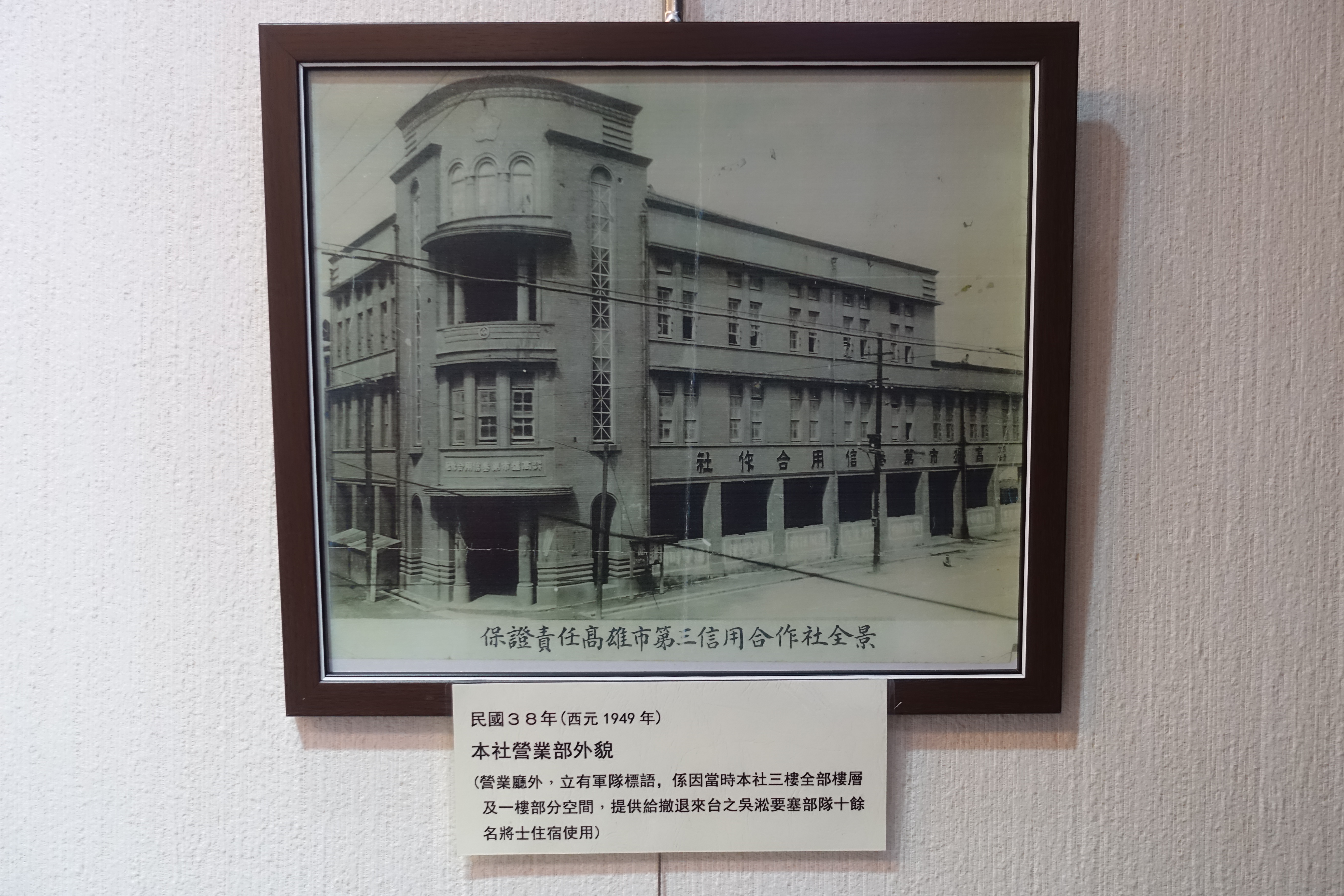
興業信用組合事務所

## 引用資料
1. ↑  林曙光(照史). . 春暉. 1983. ISBN 9786669347038.
2. ↑  高雄三信歷史文物館. .
3. ↑  林曙光(照史). . 高雄市: 春暉出版社. 1993年.
4. ↑  林曙光. . 高雄市: 春暉出版社. 1993年2月.